# كولتر جاكوبسن
كولتر جاكوبسن (بالإنجليزية: Colter Jacobsen)‏ هو رسام أمريكي، ولد في 1975.